# Onee-sama
Oneesama (お姉さま?) es un término japonés que literalmente se traduce por "respetada hermana mayor" pero puede ser usado (especialmente por admiradores) para referirse a cualquier fémina joven. Oneesama puede ser también utilizado de manera muy literal para referirse a una hermana mayor; sin embargo, son más comunes los términos menos formales oneesan y oneechan.

## Uso en el manga
Debido a que se trata de un término formal, es utilizado en ocasiones de forma sarcástica en el manga y anime para referirse a chicas arrogantes o impertinentes. En el hentai, especialmente con temática bondage, tiene generalmente las connotaciones de ser sexualmente dominante y puede ser traducido como amante. Oneesama se usa con frecuencia para referirse a un personaje del género yuri. Aunque usualmente son objeto de admiración, las oneesama no tienden a ser los personajes centrales de la historia (generalmente son las más jóvenes) aunque existen excepciones.
También puede que no tenga nada que ver con estos últimos géneros y se use solo con el significado de hermana mayor.
El estereotipo de la oneesama es una chica senpai de clase alta, agradable y hermosa que tiene otros personajes a quien la idolatran al punto de hacerla intimidante socialmente, creando la irónica situación de que no puede hacer amistades substanciales. Debido a esto puede ser percibida por otros personajes como una persona distante, poco amistosa, convirtiéndola solo en una estudiante modelo rutinaria.
La oneesama usualmente encuentra su contraparte en algún punto de la historia representada por una chica tierna e imperfecta, demasiado dulce e inocente para ser intimidada por ella y que solo desea hacer una nueva amiga. Muchas oneesama terminan siendo muy protectoras con este tipo de personajes y casi siempre terminan asociadas con ellas en las historias. Estas últimas no suelen tener un término específico que las describa, sin embargo suelen ser llamadas "hermana pequeña" o en raras ocasiones neko (argot japonés para referirse a una fémina lesbiana). Estos personajes son generalmente bajos, con atavíos infantiles como coletas o cintas en el cabello. En contraste, la oneesama son diseñadas con el estereotipo de belleza japonesa, y tienden a tener esquemas de colores poco llamativos muy parecidos unos a los otros (ej. cabello largo oscuro, piel blancuzca, alta pero delgada).

### Ejemplos
- Maria-sama ga Miteru se desarrolla en una escuela con estructura social senpai que presenta varios ejemplos de oneesama, especialmente Sachiko Ogasawara. Varios otaku citan la relación de Sachiko y Yumi Fukuzawa en Marimite como un ejemplo claro de una relación oneesama.
- Chikane de Kannazuki no Miko puede ser considerada como de tipo oneesama.
- Chiaki, de Minami-ke lo usa constantemente para referirse a su hermana mayor, mostrando así un nivel de admiración bastante alto hacia su hermana mayor.
- Miharu Shimizu, de Baka to Test to Shōkanjū lo usa con Minami de la que está enamorada.
- Misaka Mikoto de To Aru Majutsu no Index/To Aru Kagaku no Railgun, Shirai Kuroko siempre le llama de esa manera, dado que Kuroko constantemente quiere ligar con ella.
- Kagetsu Hakamada de Ro-Kyu-Bu! siempre llama a su hermana mayor, Hinata, de esta forma.
- Remilia Scarlet de Touhou usado por su hermana menor para dirigirse a ella.
- Palas en Saint Seiya Ω llama de esta manera a Saori Kido por ser la reencarnación de Atenea, la cual es hermana mayor de Palas en la mitología griega.